# Steyr RSO
Lo Steyr RSO (da Raupenschlepper Ost, letteralmente trattore cingolato est) è un cingolato da trasporto prodotto dall'austriaca Steyr ed impiegato dalle truppe tedesche durante il secondo conflitto mondiale. Venne prodotto dalle case Steyr, Graff e Stist, Auto Union e Magirus in più di 27.000 esemplari, di cui 600 con motore diesel.

## Sviluppo
Già durante le prime operazioni sul fronte orientale la mobilità delle panzerdivisionen venne minacciata dalle terribili condizioni del terreno sul quale viaggiavano: i camion rimanevano impantanati nel fango e ai carri armati si bloccavano le ruote di rinvio perché il fango rimaneva incastrato tra ruota e cingolo e gelava. Per risolvere questo problema, ai carri armati vennero applicate ruote sovrapposte, come quelle del Tiger, mentre per il trasporto venne progettato un mezzo completamente cingolato che impiegava molti componenti di veicoli contemporanei per accelerarne la messa in produzione. La Steyr presentò il prototipo migliore, l'RSO (sigla che sta per Raupen Schlepper Ost, trattore cingolato per il fronte orientale) che entrò in produzione nel 1943. La casa Steyr non era in grado di assicurare un ritmo produttivo soddisfacente, motivo per cui vennero impegnate nella produzione anche altre case tedesche.

## Caratteristiche
Il veicolo aveva una meccanica piuttosto elementare e come già accennato utilizzava molti pezzi di altri veicoli militari contemporanei, come lo Steyr 470.
La cabina delle prime versioni era simile a quella di un camion, fatta di lamiere arrotondate, ma per semplificare l'assemblaggio i modelli successivi utilizzavano lamiere piane. Una versione denominata RSO/03 aveva la cabina telonata.
Il mezzo pesava quattro tonnellate e poteva portare una tonnellata e mezzo o trainarne due.
La mobilità su terreni sterrati era assicurata dai cingoli, che erano molto larghi e per questo esercitavano una pressione ridotta sul terreno, permettendo al mezzo di cavarsela anche su neve, fango e ghiaccio. Il motore Steyr ad 8 cilindri era rozzo e spingeva il mezzo ad una velocità che di solito non superava i 35 km/h, ma la sua affidabilità era decisiva.

## Impiego e versioni
L'RSO prestò servizio sul fronte orientale fino alla drammatica ritirata del 1943, dove molti RSO sovraccarichi di equipaggiamento andarono persi. Quelli superstiti continuarono ad operare su questo fronte fino a fine guerra, ma pochi arrivarono intatti al maggio del 1945.
Altri RSO che non fecero in tempo a raggiungere il fronte orientale presero parte ad operazioni in Normandia e nelle Ardenne, dando sempre ottimi risultati.
Una versione particolare prodotta in 37 esemplari e denominata 7,5 cm Pak RSO/4 montava un pezzo da 75 mm e venne usato per dare la caccia ai carri nemici sul fronte orientale. Le sue scarse attitudini al ruolo di anticarro gli valsero il nome di Rollender Sarg Ost (bara mobile per il fronte orientale).
Tra le altre versioni spiccano uno spazzaneve, un'ambulanza ed un APC.